# Aynabo

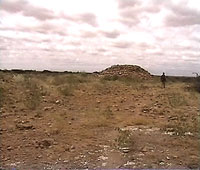
Aynabo.

Aynabo (somaliska: Caynabo, arabiska: عينبو) är en stad i Somaliland. Den domineras av Isaaqklanen. 